# Bezeque
Bezeque é a terra de Adoni-Bezeque, o lugar onde Israel ajuntou-se sob a liderança de Saul. Adoni-Bezeque, rei da cidade, foi morto por israelitas.
Bezeq ou Bezeque era a divindade cananéia dos relâmpagos (o Shamas do Babilônicos). Adoniy-Bezeq ou Adoni-Bezeque =" meu senhor é Bezeque"
Bezeque significa Dispersão. Adoni-Bezeque, antes de ser capturado e mutilado pelos Israelitas, era um rei cruel e sanguinário. Todas as nações que ele conquistava, prendia o seu rei e cortava-lhe os polegares superiores e inferiores, impedindo para sempre que aquele rei voltasse a empunhar qualquer arma. Dessa forma, como demonstração de seu poder, mantinha estes reis humilhados como escravos comendo migalhas em seu reino. Mas um dia, Adoni-Beseque experimentou do próprio veneno ao ser derrotado pelos Israelitas e ter seus próprios polegares arrancados.
No grego significa: Relâmpago/ Cidade de Judá, conforme Juízes 1:4/ Lugar onde o rei Saul contou seus soldados antes de socorrer Jabes-Gileade, conforme 1 Samuel 11:8